# Amange
Amange – miejscowość i gmina we Francji, w regionie Burgundia-Franche-Comté, w departamencie Jura.
Według danych na rok 1990 gminę zamieszkiwało 290 osób, a gęstość zaludnienia wynosiła 43 osoby/km² (wśród 1786 gmin Franche-Comté Amange plasuje się na 463. miejscu pod względem liczby ludności, natomiast pod względem powierzchni na miejscu 662.).